# Nipaecoccus kuduyaricus
Nipaecoccus kuduyaricus är en insektsart som beskrevs av Williams och Granara de Willink 1992. Nipaecoccus kuduyaricus ingår i släktet Nipaecoccus och familjen ullsköldlöss.
Artens utbredningsområde är Colombia. Inga underarter finns listade i Catalogue of Life.